# Campeonato Sudamericano de Voleibol Femenino Sub-16 de 2015
El Campeonato Sudamericano de Voleibol Femenino Sub-16 de 2015 fue la cuarta edición del torneo de voleibol femenino de selecciones categoría sub-16, se llevó a cabo del 9 al 13 de diciembre en la ciudad peruana de Tarapoto. El evento fue organizado por la Federación Peruana de Voleibol (FPV) bajo la supervisión de la Confederación Sudamericana de Voleibol (CSV).
Inicialmente el campeonato estaba programado para realizarse en Mercedes, Uruguay, pero por problemas económicos este país desistió de ser anfitrión, luego, la CSV le otorgó al Perú la organización del certamen.
El anfitrión Perú se coronó campeón del torneo al derrotar en la final a la selección de Bolivia en tres sets corridos manteniéndose invicto sin perder ningún set durante todos los partidos que disputó, de esa manera Perú obtuvo su primer título en la categoría sub-16 o infantil. Esta selección estuvo integrada en su mayoría por jugadoras que también venían de campeonar en el Sudamericano de Voleibol Femenino Pre-Infantil de 2014
Por su parte, Bolivia llegó por primera vez a la final de este torneo y se quedó con el subcampeonato y la medalla de plata, la primera que obtiene una selección boliviana en cualquier categoría de voleibol femenino. Completó el podio la selección de Chile que derrotó en tres sets a Colombia en el partido definitorio del tercer lugar, con la obtención del bronce Chile suma su primera medalla en el historial del campeonato sudamericano categoría infantil.

## Sede
En un principio la sede le fue asignada a Uruguay que había programado realizar el campeonato en el mes de noviembre en la ciudad de Mercedes, sin embargo, Uruguay desistió de ser el anfitrión por problemas económicos. En ese contexto el presidente de la FPV Luis linares remitió una carta a la CSV manifestando la intención de la directiva peruana de reemplazar a Uruguay como anfitrión del campeonato. La CSV accedió a esta petición y le otorgó al Perú la organización del torneo moviendo las fechas al mes de diciembre.
Todos los partidos se jugaron en el Coliseo Bicentenario de Morales.
| Tarapoto | Tarapoto                        |
| -------- | ------------------------------- |
| Tarapoto | Coliseo Bicentenario de Morales |
| Tarapoto | Capacidad: ?                    |
| Tarapoto |                                 |

## Equipos participantes
Siete selecciones confirmaron su participación en el torneo. Brasil decidió no participar mientras que Argentina se ausentó por razones logísticas y económicas.
- Bolivia
- Chile
- Colombia
- Paraguay
- Perú(local)
- Uruguay
- Venezuela

## Formato de competición
El campeonato se desarrolla dividido en dos rondas: ronda preliminar y ronda final.
En la ronda preliminar las 7 selecciones participantes conforman un grupo único y se enfrentan bajo el sistema de todos contra todos, clasifican a la siguiente ronda los 4 equipos que obtengan el mayor puntaje.
La ronda final comprende las semifinales, el partido por el tercer lugar y la final. En las semifinales se enfrentan el primero contra el cuarto lugar y el segundo contra el tercer lugar según las posiciones que hayan ocupado los equipos en la fase preliminar.
A diferencia de torneos de categorías mayores, en este campeonato los partidos solo consisten en dos sets y en caso de empate se juega un tercer sets a 15 puntos, excepto en los partidos por el tercer puesto y la final donde se juega con el sistema convencional del mejor de 5 sets.

## Resultados
- Las horas indicadas corresponden al huso horario local del Perú (Tiempo del Perú – PET): UTC-5

### Ronda preliminar
– Clasificados a la Ronda final.
|     |           |     | Partidos | Partidos | Partidos | Sets | Sets | Sets  | Puntos | Puntos | Puntos |
| Pos | Equipo    | Pts | PJ       | PG       | PP       | SG   | SP   | Ratio | PG     | PP     | Ratio  |
| --- | --------- | --- | -------- | -------- | -------- | ---- | ---- | ----- | ------ | ------ | ------ |
| 1   | Perú      | 12  | 6        | 6        | 0        | 12   | 0    | MAX   | 300    | 166    | 1.807  |
| 2   | Chile     | 11  | 6        | 5        | 1        | 10   | 2    | 5.000 | 282    | 225    | 1.253  |
| 3   | Bolivia   | 10  | 6        | 4        | 2        | 8    | 6    | 1.333 | 297    | 262    | 1.133  |
| 4   | Colombia  | 9   | 6        | 3        | 3        | 7    | 7    | 1.000 | 306    | 271    | 1.129  |
| 5   | Uruguay   | 7   | 6        | 1        | 5        | 4    | 11   | 0.363 | 258    | 321    | 0.803  |
| 6   | Venezuela | 7   | 6        | 1        | 5        | 4    | 11   | 0.363 | 237    | 330    | 0.718  |
| 7   | Paraguay  | 7   | 6        | 1        | 5        | 3    | 11   | 0.272 | 227    | 322    | 0.704  |

| Fecha           | Hora  | Partido   | Partido   | Partido   | Sets  | Sets  | Sets  | Puntuación total | Reporte |
| Fecha           | Hora  |           | Resultado |           | 1     | 2     | 3     | Puntuación total | Reporte |
| --------------- | ----- | --------- | --------- | --------- | ----- | ----- | ----- | ---------------- | ------- |
| 9 de diciembre  | 19:00 | Chile     | 2 – 0     | Uruguay   | 25-14 | 25-17 | -     | 50 – 31          | Reporte |
| 9 de diciembre  | 20:00 | Bolivia   | 2 – 1     | Colombia  | 27-25 | 18-25 | 15-9  | 60 – 59          | Reporte |
| 9 de diciembre  | 21:00 | Perú      | 2 – 0     | Venezuela | 25-5  | 25-10 | -     | 50 – 15          | Reporte |
| 10 de diciembre | 9:30  | Bolivia   | 0 – 2     | Chile     | 24-26 | 18-25 | -     | 42 – 51          | Reporte |
| 10 de diciembre | 10:30 | Venezuela | 1 – 2     | Colombia  | 17-25 | 25-22 | 3-15  | 45 – 62          | Reporte |
| 10 de diciembre | 11:30 | Paraguay  | 0 – 2     | Perú      | 16-25 | 14-25 | -     | 30 – 50          | Reporte |
| 10 de diciembre | 19:00 | Chile     | 2 – 0     | Venezuela | 25-13 | 25-12 | -     | 50 – 25          | Reporte |
| 10 de diciembre | 20:00 | Uruguay   | 2 – 1     | Paraguay  | 23-25 | 25-16 | 15-8  | 63 – 49          | Reporte |
| 10 de diciembre | 21:00 | Colombia  | 0 – 2     | Perú      | 18-25 | 23-25 | -     | 41 – 50          | Reporte |
| 11 de diciembre | 9:30  | Paraguay  | 0 – 2     | Bolivia   | 9-25  | 14-25 | -     | 23 – 50          | Reporte |
| 11 de diciembre | 10:30 | Chile     | 2 – 0     | Colombia  | 25-23 | 25-20 | -     | 50 – 43          | Reporte |
| 11 de diciembre | 11:30 | Perú      | 2 – 0     | Uruguay   | 25-7  | 25-11 | -     | 50 – 18          | Reporte |
| 11 de diciembre | 19:00 | Venezuela | 1 – 2     | Paraguay  | 25-20 | 21-25 | 13-15 | 59 – 60          | Reporte |
| 11 de diciembre | 20:00 | Bolivia   | 2 – 1     | Uruguay   | 25-13 | 22-25 | 17-15 | 64 – 53          | Reporte |
| 11 de diciembre | 21:00 | Chile     | 0 – 2     | Perú      | 19-25 | 12-25 | -     | 31 – 50          | Reporte |
| 12 de diciembre | 16:00 | Uruguay   | 0 – 2     | Colombia  | 24-26 | 11-25 | -     | 35 – 51          | Reporte |
| 12 de diciembre | 17:00 | Bolivia   | 2 – 0     | Venezuela | 25-16 | 25-20 | -     | 50 – 36          | Reporte |
| 12 de diciembre | 18:00 | Paraguay  | 0 – 2     | Chile     | 14-25 | 20-25 | -     | 34 – 50          | Reporte |
| 12 de diciembre | 19:00 | Venezuela | 2 – 1     | Uruguay   | 25-22 | 17-25 | 15-11 | 57 – 58          | Reporte |
| 12 de diciembre | 20:00 | Colombia  | 2 – 0     | Paraguay  | 25-13 | 25-18 | -     | 50 – 31          | Reporte |
| 12 de diciembre | 21:00 | Perú      | 2 – 0     | Bolivia   | 25-22 | 25-9  | -     | 50 – 31          | Reporte |

### Ronda final

#### Clasificación 5.° al 7.° puesto
|     |           |     | Partidos | Partidos | Partidos | Sets | Sets | Sets  | Puntos | Puntos | Puntos |
| Pos | Equipo    | Pts | PJ       | PG       | PP       | SG   | SP   | Ratio | PG     | PP     | Ratio  |
| --- | --------- | --- | -------- | -------- | -------- | ---- | ---- | ----- | ------ | ------ | ------ |
| 5   | Venezuela | 4   | 2        | 2        | 0        | 4    | 1    | 4.000 | 109    | 95     | 1.147  |
| 6   | Uruguay   | 3   | 2        | 1        | 1        | 2    | 3    | 0.666 | 96     | 105    | 0.914  |
| 7   | Paraguay  | 2   | 2        | 0        | 2        | 2    | 4    | 0.500 | 111    | 116    | 0.956  |

| Fecha           | Hora  | Partido  | Partido   | Partido   | Sets  | Sets  | Sets  | Puntuación total | Reporte |
| Fecha           | Hora  |          | Resultado |           | 1     | 2     | 3     | Puntuación total | Reporte |
| --------------- | ----- | -------- | --------- | --------- | ----- | ----- | ----- | ---------------- | ------- |
| 13 de diciembre | 9:30  | Uruguay  | 0 – 2     | Venezuela | 21-25 | 18-25 | -     | 39 – 50          | Reporte |
| 13 de diciembre | 13:00 | Paraguay | 1 – 2     | Venezuela | 17-25 | 25-18 | 14-16 | 56 – 59          | Reporte |
| 13 de diciembre | 17:00 | Uruguay  | 2 – 1     | Paraguay  | 16-25 | 25-16 | 16-14 | 57 – 55          | Reporte |

#### Clasificación 1.° al 4.° puesto
|  | Semifinales | Semifinales |   |       | Final        | Final |  |
|  |             |             |   |       |              |       |  |
|  |             |             |   |       |              |       |  |
|  | Chile       | 1           |   |       |              |       |  |
|  | Bolivia     | 2           |   |       |              |       |  |
|  |             |             |   |       |              |       |  |
|  |             |             |   |       |              |       |  |
|  |             |             |   |       | Bolivia      | 0     |  |
|  |             | Perú        | 3 |       |              |       |  |
|  |             |             |   |       |              |       |  |
|  |             |             |   |       |              |       |  |
|  |             |             |   |       | Tercer lugar |       |  |
|  |             |             |   |       |              |       |  |
|  | Perú        | 2           |   | Chile | 3            |       |  |
|  | Colombia    | 0           |   |       | Colombia     | 0     |  |

##### Semifinales
| Fecha           | Hora  | Partido | Partido   | Partido  | Sets  | Sets  | Sets  | Puntuación total | Reporte |
| Fecha           | Hora  |         | Resultado |          | 1     | 2     | 3     | Puntuación total | Reporte |
| --------------- | ----- | ------- | --------- | -------- | ----- | ----- | ----- | ---------------- | ------- |
| 13 de diciembre | 10:30 | Chile   | 1 – 2     | Bolivia  | 25-18 | 12-25 | 13-15 | 50 – 58          | Reporte |
| 13 de diciembre | 11:30 | Perú    | 2 – 0     | Colombia | 25-10 | 25-16 | -     | 50 – 26          | Reporte |

##### Partido3.ery 4.° puesto
| Fecha           | Hora  | Partido | Partido   | Partido  | Sets  | Sets  | Sets  | Sets | Sets | Puntuación total | Reporte |
| Fecha           | Hora  |         | Resultado |          | 1     | 2     | 3     | 4    | 5    | Puntuación total | Reporte |
| --------------- | ----- | ------- | --------- | -------- | ----- | ----- | ----- | ---- | ---- | ---------------- | ------- |
| 13 de diciembre | 18:00 | Chile   | 3 – 0     | Colombia | 25-14 | 28-26 | 25-16 | -    | -    | 78 – 56          | Reporte |

##### Final
| Fecha           | Hora  | Partido | Partido   | Partido | Sets | Sets  | Sets  | Sets | Sets | Puntuación total | Reporte |
| Fecha           | Hora  |         | Resultado |         | 1    | 2     | 3     | 4    | 5    | Puntuación total | Reporte |
| --------------- | ----- | ------- | --------- | ------- | ---- | ----- | ----- | ---- | ---- | ---------------- | ------- |
| 13 de diciembre | 19:00 | Bolivia | 0 – 3     | Perú    | 7-25 | 20-25 | 16-25 | -    | -    | 43 – 75          | Reporte |

## Clasificación general
| Pos.              | Equipo    |
| ----------------- | --------- |
| Medalla de oro    | Perú      |
| Medalla de plata  | Bolivia   |
| Medalla de bronce | Chile     |
| 4                 | Colombia  |
| 5                 | Venezuela |
| 6                 | Uruguay   |
| 7                 | Paraguay  |

## Campeón
| Perú           |
| Campeón        |
| Perú 1° título |